# Jorge Lacão
Jorge Lacão Costa (Portalegre, Alagoa, 4 de setembro de 1954) é um advogado e político português.

## Biografia
Foi eleito deputado pelo Partido Socialista à Assembleia da República por diversas vezes, foi Secretário de Estado do XVII Governo Constitucional e o Ministro dos Assuntos Parlamentares do XVIII Governo Constitucional de Portugal.
Em 28 de maio de 2014, Jorge Lacão apresentou a sua demissão do Secretariado Nacional do PS por divergências em relação à linha da direção liderada por António José Seguro.

### Condecorações[2]
- Cavaleiro de Grã-Cruz da Ordem do Mérito da República Italiana de Itália (18 de Julho de 1990)